# Democratic National United Movement
DNUM eller Democratic National United Movement är ett kambodjanskt politiskt parti och före detta gerilla ledd av Ieng Sary, ledare i Demokratiska Kampuchea. Tillsammans med prins Sihanouks FUNCINPEC administrerar partiet provinsen Pailin i Kambodja. Partiets gerillaförband tillhörde tidigare röda khmererna. De uppgick senare i Staten Kambodjas reguljära armé. 